# Magyar női vízilabda-bajnokság (első osztály)
A magyar női vízilabda-bajnokság élvonalbeli versenye 1984 óta kerül megrendezésre. A bajnokságot az első években a Magyar Úszó Szövetség, 1997 óta a Magyar Vízilabda-szövetség írja ki és rendezi meg. Hagyományos neve: női OB I.
A legtöbb bajnoki címet a Szentesi VK (Szentesi Vízmű, Szentesi SC) nyerte, 11-szer győztek.

## Jelenlegi résztvevők
| A csapat neve                             | A csapat székhelye      | 2021–22 |
| ----------------------------------------- | ----------------------- | ------- |
| BVSC-Zugló                                | Budapest, Zugló         | 4.      |
| Dunaújvárosi Főiskola Vízilabda Egyesület | Dunaújváros             | 2.      |
| FTC Telekom                               | Budapest, Ferencváros   | 3.      |
| GYVSE-UNI GYŐR                            | Győr                    | 9.      |
| SZNVE SZTE                                | Szeged                  | 7.      |
| Tigra-ZF-Eger                             | Eger                    | 5.      |
| TVSE                                      | Tatabánya               | 10.     |
| UVSE Hunguest Hotels                      | Budapest, Margit-sziget | 1.      |
| VALDOR Szentes                            | Szentes                 | 6.      |
| III. Kerületi Tve                         | Budapest                | 8.      |

## Az eddigi érmesek
| Évad      | 1. hely                                   | 2. hely                                  | 3. hely                              | Gólkirálynő                          |
| --------- | ----------------------------------------- | ---------------------------------------- | ------------------------------------ | ------------------------------------ |
| 1984      | Vasas SC                                  | BVSC                                     | Szentesi Vízmű                       | Kókai Ildikó (33 gól)                |
| 1985      | Vasas SC                                  | BVSC                                     | Szentesi Vízmű                       |                                      |
| 1985–86   | BVSC                                      | Vasas SC                                 | Szentesi Vízmű                       |                                      |
| 1986–87   | Szentesi Vízmű                            | BVSC                                     | Vasas SC                             |                                      |
| 1987–88   | BVSC                                      | Szentesi Vízmű                           | Vasas SC                             |                                      |
| 1988–89   | BVSC                                      | Szentesi Vízmű                           | Vasas SC                             |                                      |
| 1989–90   | Szentesi Vízmű                            | BVSC                                     | Vasas SC                             |                                      |
| 1990–91   | BVSC                                      | OSC                                      | Szentesi SC                          |                                      |
| 1991–92   | Szentesi SC                               | BVSC-Miriad                              | OSC                                  |                                      |
| 1992–93   | BVSC-Steffl                               | Hungerit-Szentesi SC                     | OSC                                  |                                      |
| 1993–94   | Hungerit-Szentesi SC                      | Vasas SC-Plaket                          | BVSC-Steffl                          |                                      |
| 1994–95   | Arisona-Hungerit-Szentesi SC              | Vasas SC-Petroland                       | BVSC-Steffl                          |                                      |
| 1995–96   | VIT-America-Hungerit-Szentesi SC          | BVSC-Rico                                | Vasas SC-Petroland                   |                                      |
| 1996–97   | Hungerit-Szentesi VK                      | BEAC-Petroland                           | BVSC                                 | Primász Ágnes (66 gól)               |
| 1997–98   | Hungerit-Szentesi VK                      | BEAC-Petroland                           | BVSC-TBÉSZ                           | Pelle Anikó (66 gól)                 |
| 1998–99   | Hungerit-Carnex-Szentesi VK               | BVSC-TBÉSZ                               | Budapesti EAC                        | Szremkó Krisztina (46 gól)           |
| 1999–2000 | Hungerit-Carnex-Szentesi VK               | BVSC-TBÉSZ                               | Dunaújvárosi VSE                     | Primász Ágnes (64 gól)               |
| 2000–01   | Dunaújvárosi VSE-Green System             | Carnex-Szentesi VK                       | BVSC-TBÉSZ                           | Primász Ágnes                        |
| 2001–02   | Dunaújvárosi Főiskola                     | BVSC-TBÉSZ                               | Carnex-Szentesi VK                   | Primász Ágnes (61 gól)               |
| 2002–03   | Dunaújvárosi Főiskola                     | BVSC-Felina                              | Vasas SC-Hungaro Kábel               |                                      |
| 2003–04   | Dunaújvárosi Főiskola                     | Hungerit-Szentesi VK                     | Vasas SC-Hungaro Kábel               |                                      |
| 2004–05   | Dunaújvárosi Főiskola                     | Hungerit-Szentesi VK                     | Domino-Bp. Honvéd-POLO               |                                      |
| 2005–06   | Domino-Bp. Honvéd-POLO                    | Dunaújvárosi Főiskola-ELCO               | Hungerit-Szentesi VK                 |                                      |
| 2006–07   | Domino-Bp. Honvéd-POLO                    | Dunaújvárosi Főiskola-ELCO               | Újpest-OSC-Cemelog                   |                                      |
| 2007–08   | Domino-Bp. Honvéd-POLO                    | OSC-Cemelog                              | Dunaújvárosi Főiskola-ELCO           |                                      |
| 2008–09   | Dunaújvárosi Főiskola-ELCO-DVCSH          | Domino-Bp. Honvéd-POLO                   | ZF-Egri VK                           | Kisteleki Dóra (74 gól)              |
| 2009–10   | Dunaújvárosi Főiskola-ELCO-DVCSH          | Hungerit-Metalcom-Szentesi VK            | ZF-Egri VK                           | Dr. Dalmády Szandra (90 gól)         |
| 2010–11   | Dunaújvárosi Főiskola-DVCSH-Corner Ékszer | Hungerit-Metalcom-Szentesi VK            | ZF-Egri VK                           | Keszthelyi-Nagy Rita (83 gól)        |
| 2011–12   | ZF-Egri VK                                | BVSC-Zugló-Diapolo                       | Hungerit-Uni-Épszer-Szentesi VK      | Antal Dóra (64 gól)                  |
| 2012–13   | ZF-Egri VK                                | Hungerit-Szentesi VK                     | Dunaújvárosi Főiskola-Mex Motors     | Antal Dóra (74 gól)                  |
| 2013–14   | Hungerit-Szentesi VK                      | Dunaújvárosi Főiskola VE                 | ZF-Egri VK                           | Kisteleki Hanna (87 gól)             |
| 2014–15   | UVSE-Centrál                              | Hungerit-Szentesi VK                     | Dunaújvárosi Főiskola VE             | Bujka Barbara (93 gól)               |
| 2015–16   | UVSE                                      | Dunaújvárosi Főiskola VE-Maarsk Graphics | BVSC-Zugló                           | Keszthelyi-Nagy Rita (51 gól)        |
| 2016–17   | UVSE                                      | BVSC-Zugló-Diapolo                       | Dunaújvárosi Egyetem-Maarsk Graphics | Kisteleki Dóra (95 gól)              |
| 2017–18   | UVSE                                      | Dunaújvárosi Egyetem-Maarsk Graphics     | BVSC-Zugló-Diapolo                   | Keszthelyi-Nagy Rita (91 gól)        |
| 2018–19   | UVSE-Hunguest Hotels                      | Dunaújvárosi Egyetem-Maarsk Graphics     | BVSC-Zugló-Diapolo                   | Keszthelyi-Nagy Rita (69 gól)        |
| 2019–20   | A koronavírus-járvány miatt törölve.      | A koronavírus-járvány miatt törölve.     | A koronavírus-járvány miatt törölve. | A koronavírus-járvány miatt törölve. |
| 2020–21   | UVSE-Hunguest Hotels                      | Dunaújvárosi Egyetem-Maarsk Graphics     | FTC Telekom Waterpolo                | Keszthelyi-Nagy Rita (84 gól)        |
| 2021–22   | UVSE-Hunguest Hotels                      | Dunaújvárosi Egyetem-Maarsk Graphics     | FTC Telekom Waterpolo                | Keszthelyi-Nagy Rita (67 gól)        |
| 2022–23   | Tigra-ZF-Eger                             | Dunaújvárosi Egyetem-Maarsk Graphics     | FTC Telekom                          | Gurisatti Gréta (85 gól)             |
| 2023–24   | UVSE                                      | FTC Telekom                              | Digi-Eger                            |                                      |
| 2024–25   | FTC Telekom                               | UVSE                                     | One-Eger                             |                                      |

### Győzelmek klubonként
| Csapat                   | Bajnok | Győztes szezonok                                                                                     |
| ------------------------ | ------ | --- |
| Szentesi VK              | 11     | 1986–87, 1989–90, 1991–92, 1993–94, 1994–95, 1995–96, 1996–97, 1997–98, 1998–99, 1999–2000, 2013–14, |
| Dunaújvárosi Főiskola VE | 8      | 2000–01, 2001–02, 2002–03, 2003–04, 2004–05, 2008–09, 2009–10, 2010–11,                              |
| UVSE                     | 8      | 2014–15, 2015–16, 2016–17, 2017–18, 2018–19, 2020–21, 2021–22, 2023–24                               |
| BVSC                     | 5      | 1985–86, 1987–88, 1988–89, 1990–91, 1992–93                                                          |
| Budapesti Honvéd SE      | 3      | 2005–06, 2006–07, 2007–08                                                                            |
| Egri VK                  | 3      | 2011–12, 2012–13, 2022–23                                                                            |
| Vasas SC                 | 2      | 1984, 1985                                                                                           |
| Ferencvárosi TC          | 1      | 2024–25                                                                                              |

## Lásd még
- Magyar férfi vízilabda-bajnokság (első osztály)
- Magyar vízilabdakupa